# Valeggio
Valeggio es una localidad y comune italiana de la provincia de Pavía, región de Lombardía, con 214 habitantes.

## Evolución demográfica

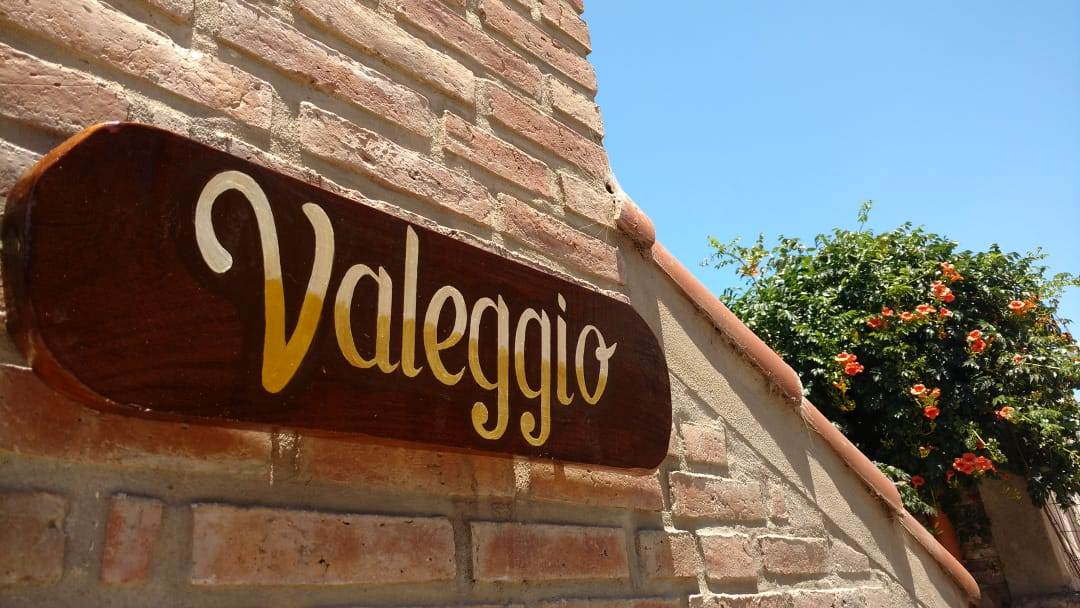

| Gráfica de evolución demográfica de Valeggio entre 1861 y 2001 |
|                                                                |
| Fuente ISTAT - elaboración gráfica de Wikipedia                |